# José Mardones (Sänger)

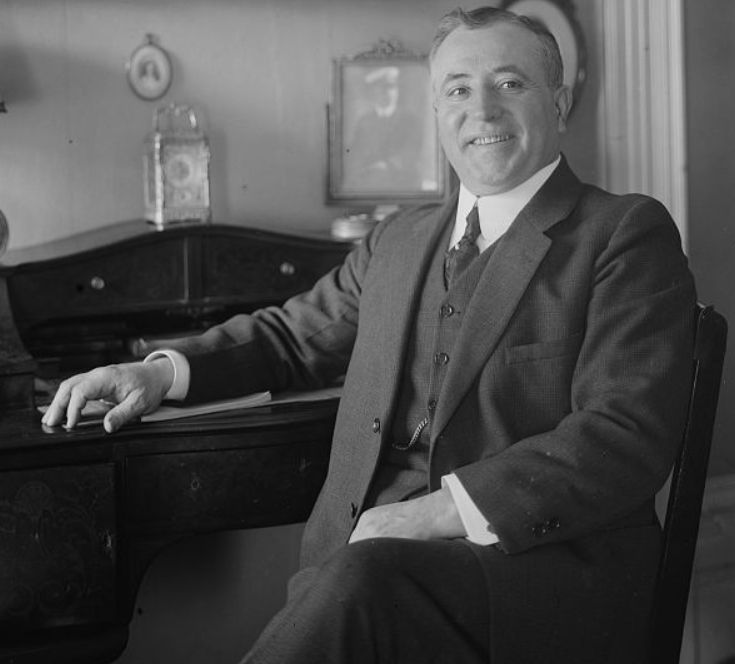
José Mardones

José Garcia de Mardones Ortiz de Pereda (* 14. August 1868 in Fontecha; † 4. Mai 1932 in Madrid) war ein spanischer Opernsänger (Bass).
Mardones begann seine musikalische Laufbahn als Knabensopran in Chören seiner Heimatregion. Später studierte er Gesang am Konservatorium von Madrid. Er verdiente seinen Lebensunterhalt zunächst als Kirchensänger und mit Auftritten in kleinen Nebenrollen. 1891 debütierte er am Teatro Colón in Buenos Aires, wenig später auch am Theatro Municipal von Rio de Janeiro. Die positive Resonanz bestärkte ihn in seinem Entschluss, Opernsänger zu werden.
1901 war er Solist in Lorenzo Perosis Oratorium Mosè, danach arbeitete einige Zeit mit dem Zarzuelakomponisten Ruperto Chapí zusammen. Ab 1904 gehörte er mehrere Saisons zu Emilio Sagi-Barbas Zarzuela-Kompanie. Von 1909 bis 1916 war er an der Boston Opera engagiert. 1913 lud ihn Arturo Toscanini ein, die Basspartie in Giuseppe Verdis Requiem zu singen. 1917 debütierte er an der Metropolitan Opera, wo er bis 1926 engagiert war. Nach dem Debüt in Aida trat er in Opern wie I puritani (mit María Barrientos und Hipólito Lázaro), Faust, Les Huguenots, La forza del destino (mit Enrico Caruso) und Il barbiere di Siviglia auf. Seine Stimme wurde oft mit der von Fjodor Schaljapin verglichen. Nach 1926 kehrte er nach Spanien zurück, wo er bis zu seinem Tod als Sänger aktiv war.